# أندريه-بونيفاس كرايغ
أندريه-بونيفاس كرايغ هو سياسي كندي، ولد في 20 سبتمبر 1824 في Saint-Antoine-sur-Richelieu ‏ في كندا، وتوفي في 13 نوفمبر 1884 في مونتريال في كندا. نشط حزبياً في Conservative Party of Quebec (historical) ‏. وقد انتخب عضو الجمعية الوطنية في كيبك ‏.